# サリー (イングランド)
サリー（Surrey [ˈsʌri]）は、イングランドの南東部に位置するカウンティで、ロンドン近郊のホーム・カウンティの一つ。サリー州（the county of Surrey, Surrey county）とも呼ばれる。グレーター・ロンドン、ケント、イースト・サセックス、ウェスト・サセックス、ハンプシャー、バークシャーに隣接する。
歴史的なカウンティ・タウンはギルフォードである。サリー州議会はライゲートウッドハッチ・プレイス (en) に置かれるが、2020年までは域外のキングストン・アポン・テムズに所在した。
ロンドンのうち、ランベス、ウォンズワース、サザークの各特別区の領域は1889年まで、クロイドン、キングストン、マートン、サットン、バーンズ、リッチモンドの各特別区の領域は1965年までサリーの一部であった。
サリーはロンドンへの通勤圏で、「中流階級の中で比較的裕福な人が住む場所」というイメージを抱く人が多い。たとえば、『ハリー・ポッター』の主人公の家（ハリーの叔父・叔母の家であるダーズリー家）はサリーの瀟洒な住宅街にあるという設定になっている。
マグナ・カルタの調印地として知られるラニーミード、ジョナサン・スウィフトのパトロンであったウィリアム・テンプルが造り上げた庭園ムア・パーク（英語版）などがあり、南隣のウェスト・サセックスとの境界線上には立教英国学院がある。

## エマージェンシー・サービス
サリー州内を管轄地域とする緊急事態対応機関は以下の通りである。
- サリー州警察（英語版） - 州内に12の警察署を置く。
- サウス・イースト・コースト・アンビュランス・サービス（英語版） - 州内にアンビュランス・ステーションが21ヶ所ある。
- サリー・ファイア&レスキューサービス（英語版） - 州内24ヶ所に消防署を置く。
- SURSAR（英語版） - 警察署を拠点に、捜索救難サービスを提供する。

## 名所
ラニーミードは1215年のマグナ・カルタの調印が行われた地として有名である。
ギルフォード大聖堂は戦後に建立された粘土製レンガ造りの大聖堂である。
- ソープパーク（英語版） - テーマパーク
- チェシントン・ワールド・オブ・アドベンチャーズ（英語版） - テーマパーク
- ブルックランズ博物館
- クランドン・パーク（英語版） - 旧邸宅
- ローズリー・パーク（英語版） - 旧邸宅
- ハッチランズ・パーク（英語版） - 旧邸宅
- ギルフォード大聖堂（英語版） - イングランド聖公会の大聖堂
- ダプデュン波止場（英語版）
- オークハースト・コテージ（英語版）
- ポレスデン・レイシー（英語版）
- デビルズ・パンチ・ボウル（英語版）
- ムア・パーク（英語版）
- ロイヤル・ホロウェイ - ロンドン大学を構成するカレッジ

## 映画や小説におけるサリー

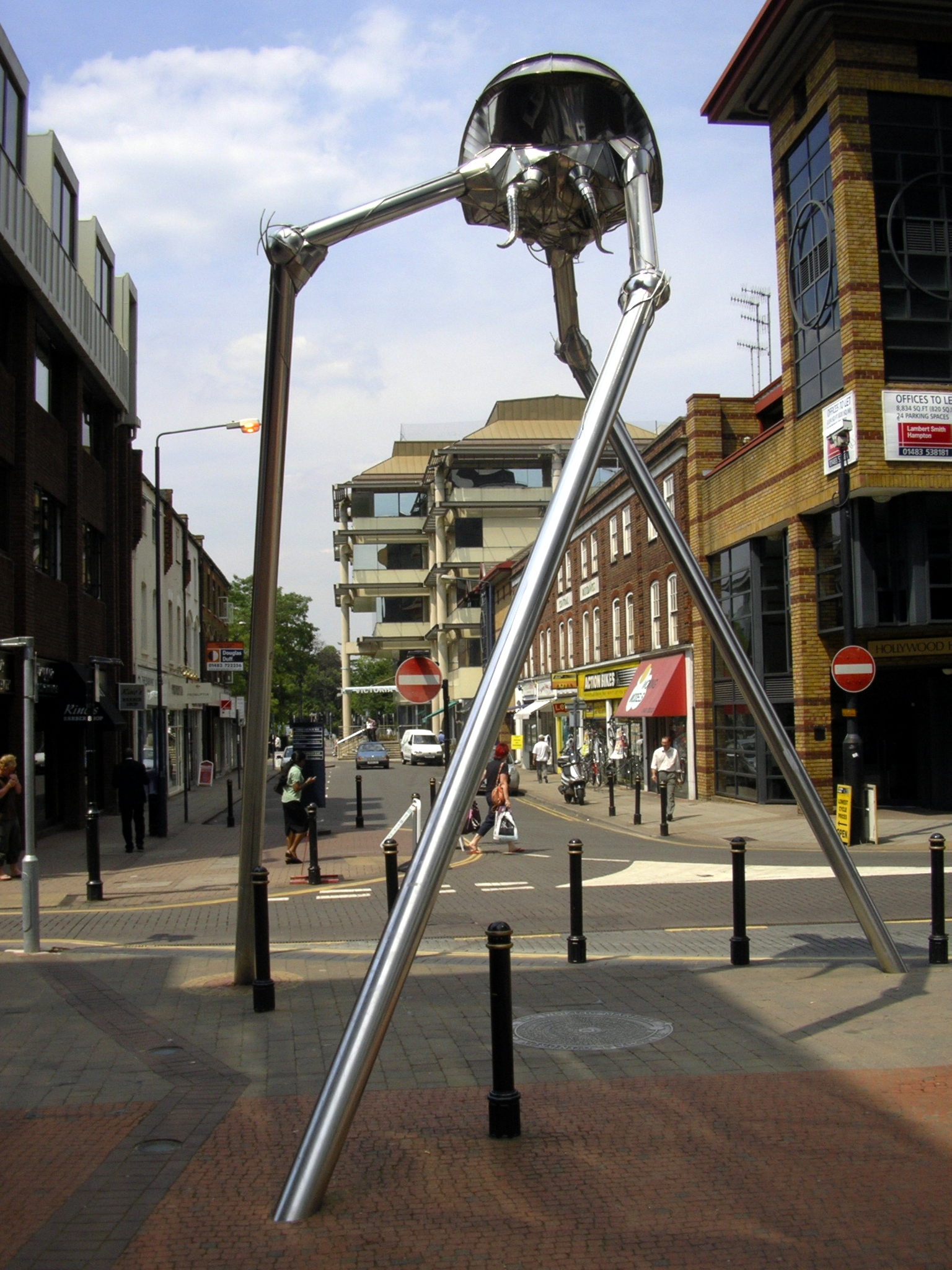
H・G・ウェルズのSF小説『宇宙戦争』に登場する火星人の戦闘機械「トリポッド」を模したオブジェ

1898年に発表されたH・G・ウェルズのSF小説『宇宙戦争』では、実在するサリー州の特定の町や村をモデルにしたと推測される描写が多数登場する。火星人が最初に着陸したウォーキングの北に位置するホーセル公有地は実在の場所である。物語の語り手はロンドン方面へ避難を開始するが、その際、まずバイフリートを通り、次にウェイブリッジを渡った後にテムズ川北岸沿いに東へ進んでいる。ジェーン・オースティンの小説『エマ』において、エマがミス・ベイツを当惑させる有名なピクニックの場面はボックス・ヒルで起きている。『銀河ヒッチハイク・ガイド』に登場するフォード・プリーフェクトは、サリー州ギルフォードの出身であると自称するが、実際はベテルギウスに近い小さな惑星からやって来た宇宙人という設定である。ジュリアン・ストックウィンが著した海洋冒険小説『トマス・キッド』シリーズに登場する主人公のトマス・ペイン・キッドは、初めはギルフォード生まれのカツラ職人の青年だったが、ある日突然、強制徴兵されたことを契機に立派な水兵へと成長していく。イアン・マキューアン作の『贖罪』もサリー州を舞台としている。桂冠詩人のジョン・ベッチェマンが詠んだ詩『A Subaltern's Lovesong』にはキャンベリーについての言及が見られるほか、ジェームズ・フェラーによる多くの詩はカーシャルトンがその文学的背景を生み出している。
J・K・ローリング作の『ハリー・ポッター』シリーズでは、主人公ハリーの親戚である意地悪なダーズリー家は、サリー州リトルウィンジングという架空の閑静な住宅街にあるとされる。ダーズリー一家は、サリー州 リトルウィンジング プリベット通り4番地 (Number Four Privet Drive, Little Whinging, Surrey) の完璧に普通の"まとも"な家に住む"まとも"な住人であるという設定である。
サリー州は映画の撮影に使用するロケ地にも度々選ばれている。『ホリデイ』の一部シーンはゴダルミング (en) と、サリー州で最も美しい村とも言われるシェア (en) にて撮影された。このカットはケイト・ウィンスレット演じるシェアにあるコテージに住むアイリスとキャメロン・ディアス演じるアマンダが互いに住む家を交換するシーンで使われた。『ブリジット・ジョーンズの日記 きれそうなわたしの12か月 (映画)』のラストシーンや『ウエディング・デイト』では、同じくシェアにある村の教会が使用された。1976年の映画『オーメン』の劇中に登場する大聖堂はギルフォード大聖堂である。『I Want Candy』では、レザーヘッド出身の将来有望な2人の学生が映画製作にのめり込んでいくという内容で、ブルックランズ・カレッジのウェイブリッジキャンパスで撮影が行われた。ラッセル・クロウ主演の『グラディエーター』でドイツの森を描写するオープニングシーンの為に、サリー州ファーナム郊外のボーン・ウッズの森林地帯が使われた。2009年にBBCプロダクションが制作したジェーン・オースティンの小説『エマ』のテレビドラマ化作品では、ロモーラ・ガライとマイケル・ガンボンが主演し、ギルフォード近郊のセント・メアリー・ザ・ヴァージン教会とローズリー・ハウスが撮影に使用された。2023年公開のリドリー・スコット監督の映画『ナポレオン』も、『グラディエーター』で使われたサリー州ファーナム郊外のボーン・ウッズの森林地帯で撮影が行われている。